# Арсланово (Кігинський район)
Арсла́ново (рос. Арсланово) — село у складі Кігинського району Башкортостану, Росія. Адміністративний центр Арслановської сільської ради.
Населення — 719 осіб (2010; 665 в 2002).
Національний склад:
- башкири — 71 %
- татари — 28 %